# Wunsiedel
Wunsiedel – miasto powiatowe w Niemczech, w kraju związkowym Bawaria, w rejencji Górna Frankonia, w regionie Oberfranken-Ost, siedziba powiatu Wunsiedel im Fichtelgebirge. Leży w Smreczanach, przy drodze B303 i linii kolejowej Rzym – Sztokholm.
Miasto położone jest 30 km na południowy wschód od Hof i 30 km na północny wschód od Bayreuth.

## Historia

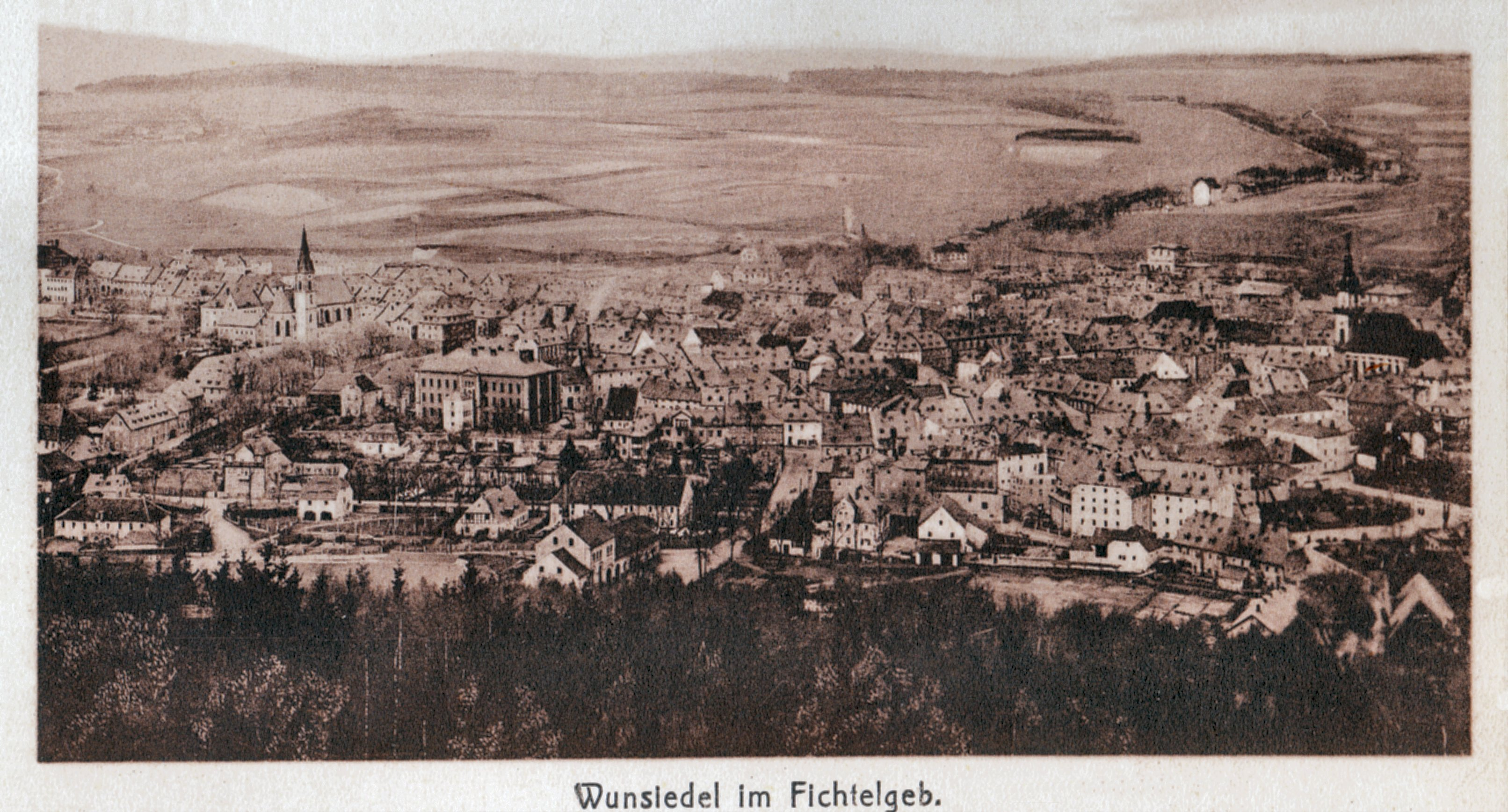
Wunsiedel w 1911 roku

Najstarsza wzmianka o miejscowości pochodzi z 1163 roku. W 1326 otrzymała prawa miejskie. Leżała początkowo w granicach Burgrabstwa Norymbergi, po czym przeszła pod panowanie Księstwa Kulmbach. W latach 1476, 1547, 1607, 1636, 1644, 1646, 1657, 1731 miasto ucierpiało z powodu pożarów. W 1792 znalazło się pod zarządem pruskim, od 1806 było okupowane przez Cesarstwo Francuskie, by w 1810 ostatecznie zostać włączonym do Królestwa Bawarii. Od 1871 wraz z Bawarią leży w granicach Niemiec.

## Zabytki i atrakcje
- Luisenburg-Felsenlabyrinth - labirynt skalny
- Muzeum Smreczan (Fichtelgebirgsmuseum)
- Niemieckie Archiwum Kamieni (Deutsche Natursteinarchiv)
- Kościół pw. św. Wita (St. Veit)
- Kościół przyszpitalny pw. NMP (St. Maria)
- Kaplica przycmentarna pw. Trójcy Świętej (Dreifaltigkeitskirche)
- ruiny kościoła pw. św. Katarzyny (St. Katharina) na górze Katharinenberg bei Wunsiedel, najstarsza budowla w mieście
- ratusz z 1835/1837
- dom rodzinny Jeana Paula

## Osoby urodzone w Wunsiedel
- Johann Alexander Christ (1648–1707), królewsko-polski i elektorsko-saski radca, burmistrz Lipska
- Eugen Johann Christoph Esper (1742–1810), botanik, patolog
- Heiner Grimm (1913–1985), malarz
- Wolfgang Haffner (ur. 1965), perkusista jazzowy
- Ludwig Heinrich Jungnickel (1881–1965), ilustrator
- Michael Joe Küspert (ur. 1957), pisarz, scenarzysta, fotograf
- Jean Paul (1763–1825), pisarz
- Karl Ludwig Sand (1795–1820), działacz Burschenschafter, morderca Augusta von Kotzebuego
- Walther Tröger (ur. 1929), prezydent Niemieckiego Komitetu Olimpijskiego (NOK)
- Bernhard Ultsch (1898–?), as myśliwski I wojny światowej
- Sigmund Wann (ur. ok. 1395), fundator szpitala, obecnie Muzeum Gór Fichtel
- Johann Christian Ziegler (1803–1833), malarz

## Galeria

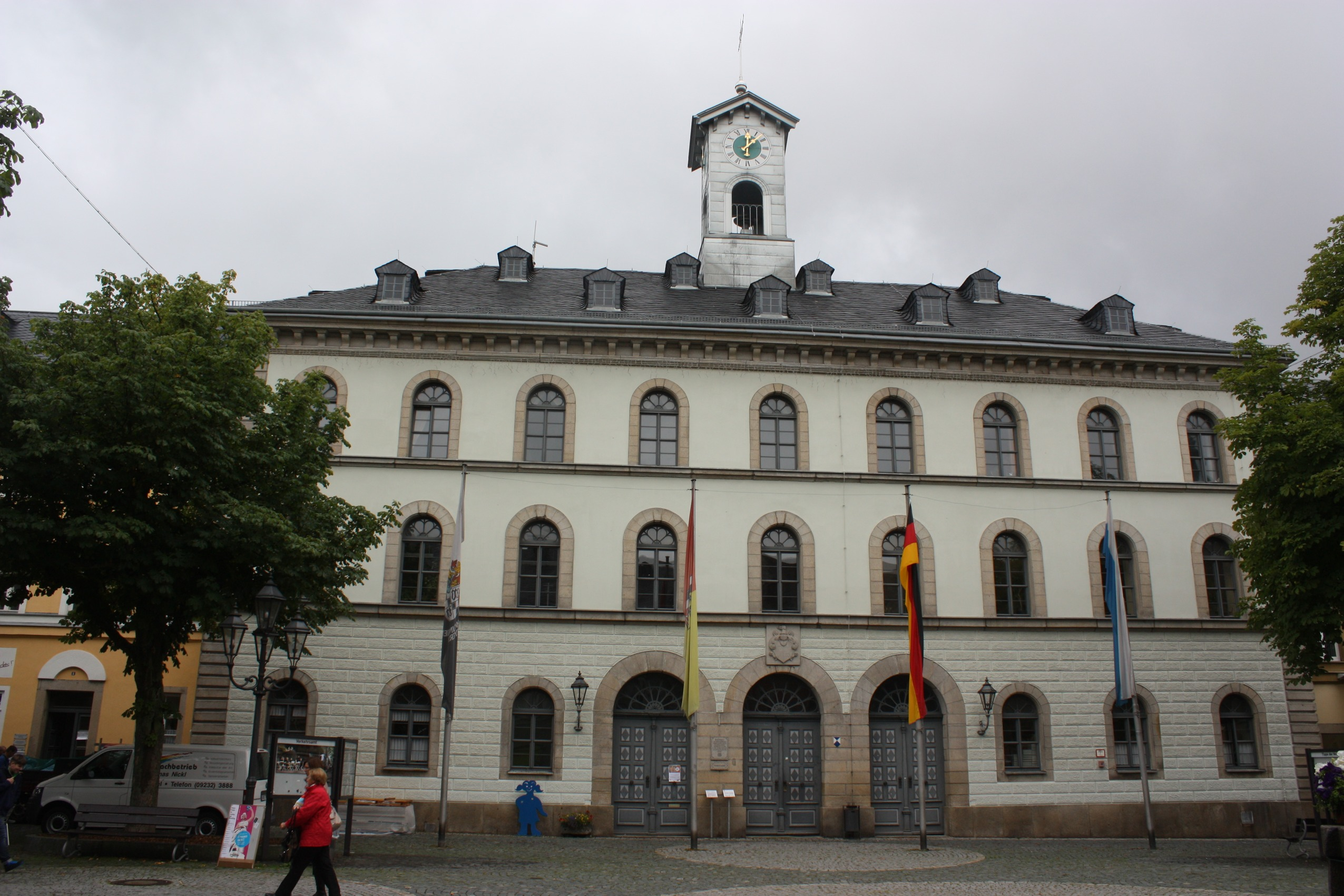
Ratusz
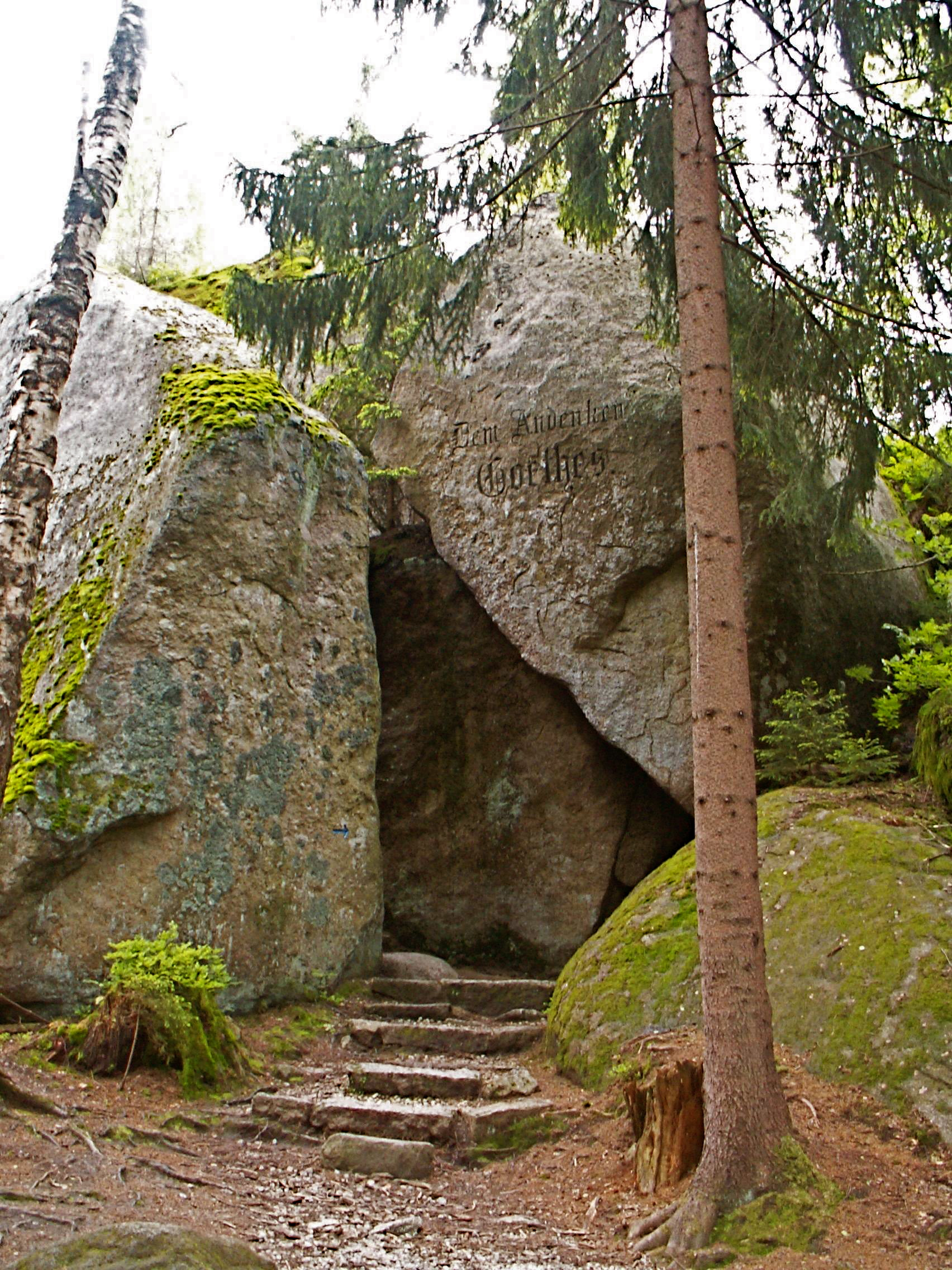
Labirynt skalny
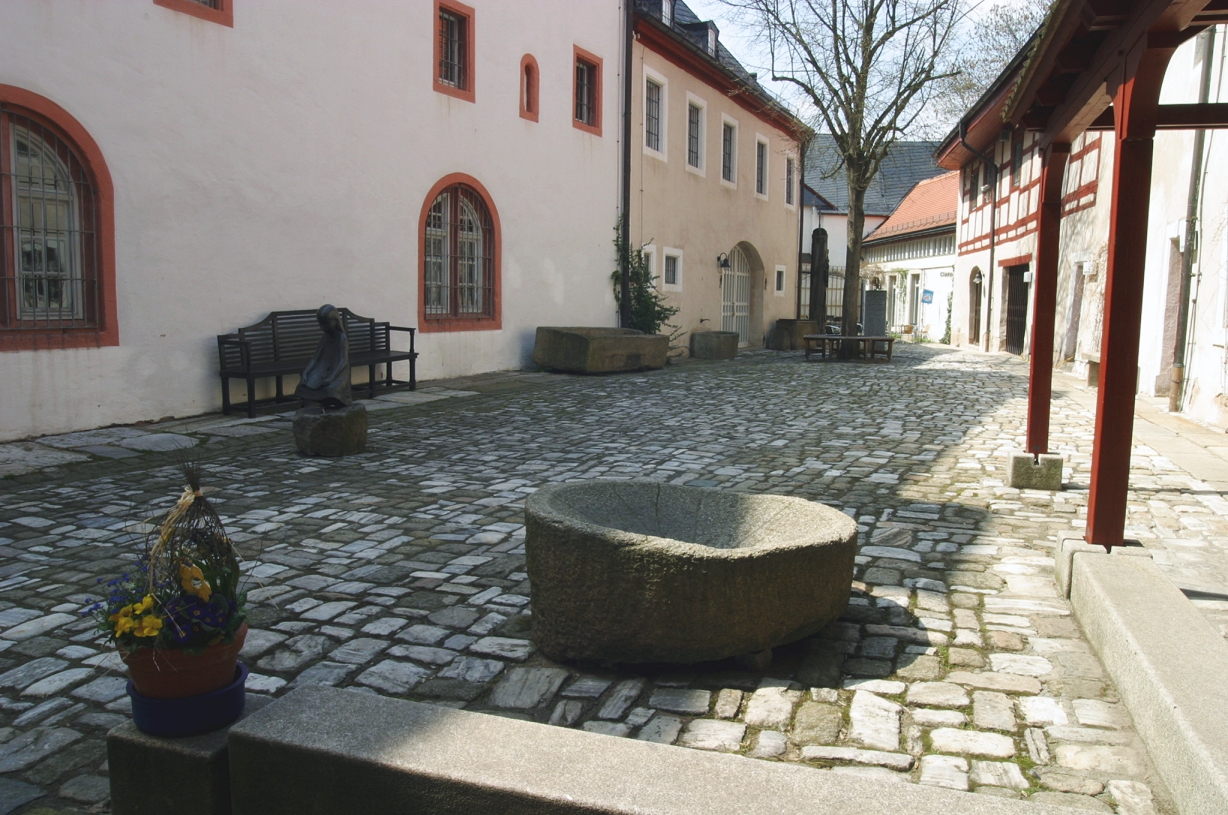
Muzeuem Gór Fichtel

## Współpraca
Miejscowości partnerskie:
- Mende, Francja od 1980
- Ostrov, Czechy od 2009
- Schwarzenberg/Erzgeb., Saksonia od 1990
- Volterra, Włochy od 2006